# 卢照邻
卢照邻（634年？—689年），字升之，一说名子升，字照邻，号幽忧子，幽州范阳县（今河北省涿州市）人，唐朝诗人，後因久病厭世，投水死。他与王勃、杨炯和骆宾王一起被称为“初唐四杰”。

## 生平
卢照邻出自范阳卢氏北祖，是东汉侍中盧植十六世孙，後燕營丘郡太守卢偃九世孙，北齐幽州大中正、赠殷州刺史卢旦曾孙，隋朝龙山县、新宁县二县县令卢子元之孫，唐朝江都县尉、临颍县丞卢仁勗之子，有卢照乘、卢照己、卢照容等八个兄弟。卢照邻幼時非常聪明，從曹憲、王義方受小學及經史，博學能文。早期擔任鄧王府典簽，获得鄧王李元裕赏识，李元裕曾说：“此吾之相如也。”龙朔元年（661年）卢照邻入蜀，与乔师望有交游，乾封元年（666年）至咸亨二年（671年）任益州新都县（今四川成都一帶）县尉。離蜀後，寓居洛陽。曾因“横事被拘”下獄，後為友人所救得免。
卢照邻在益州新都尉任上染患麻风病，不得不辭職北歸，從此“羸卧不起，行已十年”。咸亨四年（673年），在长安养病，名醫孫思邈曾悉心為他調治，但孙思邈认为卢照邻的病是“鬱怒所致，无法根治”。後由长安转居太白山。虽然他还试图做门客，但后来病情加重，又因服丹藥中毒，手足殘廢。他在陽翟具茨山下買園數十畝，疏鑿潁水，著《五悲文》以自明，但终因疾病的痛苦，决定与亲属道别，垂拱四年（688年）作《释疾文》，不久後投潁水自杀。
卢照邻擅長詩歌及駢文，以歌行體為佳，意境清迥，明代胡震亨評價道：“領韻疏拔，時有一往任筆，不拘整對之意”。其代表作為七言長詩《長安古意》，詩中有句云“得成比目何辭死，願作鴛鴦不羨仙”，是廣為傳誦的千古名句。著有《盧昇之集》七卷和《幽忧子集》七卷，《全唐詩》收其詩两卷。两《唐书》雖有傳，但叙之过简，其生平事迹多难考定。傅璇琮著有《盧照鄰杨炯簡譜》。

## 延伸阅读
[在维基数据编辑]
 在维基文库阅读此作者作品
 《舊唐書·卷190上》，出自刘昫《舊唐書》
 《新唐書·卷201》，出自《新唐書》